# まもらせて…
「まもらせて…」は、声優の宮崎羽衣が出した3rdマキシシングルである。品番はLACM-4350。

## 収録曲
1. まもらせて…
  - 作詞：畑亜貴、作曲：前澤寛之、編曲：橋本由香利
  - TVアニメ『Master of Epic The Animation Age』エンディングテーマ
2. WE LOVE YOU
  - 作詞：こだまさおり、作曲・編曲：橋本由香利
3. まもらせて…（off vocal）
4. WE LOVE YOU（off vocal）